# Geoffrey Barraclough
Geoffrey Barraclough (* 10. Mai 1908 in Bradford; † 26. Dezember 1984 in Burford) war ein britischer Historiker.
Der Sohn eines wohlhabenden Wollhändlers wurde an der Bootham School (1921 bis 1924) in York und der Bradford Grammar School (1924/25) unterrichtet. Ein Stipendium am Oriel College der University of Oxford weckte das Interesse an mittelalterlicher Geschichte. 1929 verließ er mit ausgezeichnetem Studienabschluss Oxford. Die folgenden zwei Jahre verbrachte er mit einem Bryce Research Scholarship in München, wo Karl Alexander von Müller sein akademischer Lehrer war. 1931 ging er nach Rom zur British School at Rome. Der Forschungsaufenthalt bildete die Grundlage für seine Darstellungen Public notaries and the Papal Curia (1934) und Papal Provisions (1935) über die Verleihung von Pfründen durch die Päpste. Seit 1934 war er als Fellow am Merton College und seit 1936 am St John’s College der University of Cambridge tätig. In der Zeit arbeitete er an seinem zweibändigen Werk Medieval Germany, 911–1250 (1938). Im Zweiten Weltkrieg war Barraclough erst im Auswärtigen Amt in London (1940) tätig und diente von 1942 bis 1945 in der freiwilligen Reserve der Royal Air Force. Durch seine Deutschkenntnisse konnte er mithelfen, die Luftwaffenberichte während der „Battle of Britain“ zu entschlüsseln und hatte Anteil daran, dass die Briten die Schlacht von el-Alamein gewannen.
Ein Jahr nach Kriegsende erschien seine epochenübergreifende Darstellung The Origins of Modern Germany. Aus Entwicklungen der Geschichte Deutschlands versuchte er u. a. zu erklären, wie es zum Nationalsozialismus hatte kommen können. Von 1945 bis 1956 war er Professor für mittelalterliche Geschichte in Liverpool. Anschließend wurde er Nachfolger von Arnold J. Toynbee und lehrte von 1956 bis 1962 als Stevenson Research Professor an der London school of economics. 1962 kehrte er an das St. John’s College in Cambridge zurück. 1964 erfolgte die Veröffentlichung seines wissenschaftlich und verlegerisch erfolgreichsten Buches An Introduction to Contemporary History. Mitte der 1960er zog er in die USA. An der University of California lehrte er von 1965 bis 1968. 1968 wechselte er an die Brandeis University. Dort verfasste er Bücher zur mittelalterlichen Geschichte Europas im 9. und 10. Jahrhundert. In Brandeis blieb er bis 1981. Allerdings mit zwei Jahren Unterbrechung, die er als Fellow am All Souls College und als Inhaber der Chichele-Professur in Oxford verbrachte (1970 bis 1972).
Ein von Barraclough herausgegebener Atlas der Weltgeschichte wurde von Werner Posselt ins Deutsche übersetzt und erschien im Weltbild Verlag.

## Schriften
Monografien
- Public Notaries and the Papal Curia. A Calendar and a Study of a Formularium Notarium Curie from the early Years of the Fourteenth Century. Macmillan, London 1934.
- Papal Provisions. Aspects of church history constitutional, legal and administrative in the later middle ages. Blackwell, Oxford 1935.
- The origins of modern Germany. Blackwell, Oxford 1946 (2., verbesserte Auflage. ebenda 1947).
  - in deutscher Sprache: Die mittelalterlichen Grundlagen des modernen Deutschland. Deutsche Übertragung von Friedrich Baethgen. Böhlau, Weimar 1953 (2., durchgesehene Auflage. ebenda 1955).
- An introduction to contemporary history. Watts, London 1964.
  - in deutscher Sprache: Tendenzen der Geschichte im 20. Jahrhundert (= Beck’sche schwarze Reihe. Bd. 42, ISSN 0930-973X). Aus dem Englischen übertragen von Herbert Thiele-Fredersdorf. Beck, München 1967.
- The medieval papacy. Thames & Hudson, London 1968 (in französischer Sprache: La papauté au moyen âge (= Histoire illustrée de l’Europe. Vol. 3). Flammarion, Paris 1970).
- The Crucible of Europe. The Ninth and Tenth Centuries in European History. Thames & Hudson, London 1976, ISBN 0-500-25044-8.

Herausgeberschaften
- als Übersetzer und Herausgeber: Mediaeval Germany 911–1250. Essays by German Historians (= Studies in Mediaeval History. Bd. 1–2). 2 Bände (Bd. 1: Introduction. Bd. 2: Essays.). Blackwell, Oxford 1938 (4. Nachdruck. ebenda 1967).
- Eastern and western Europe in the Middle Ages. Thames & Hudson, London 1970, ISBN 0-500-32018-7.